# Séraphin Denécheau
Séraphin Denécheau, né le 21 octobre 1831 à Vihiers et mort le 10 octobre 1912 à Bois-Colombes, est un sculpteur français,

## Biographie
Séraphin Denécheau est le fils de François Denécheau, aubergiste, et d'Hortense Amant.
Élève de Michel-Louis Victor Mercier, de François Rude et de Pierre-Jean David d'Angers, il expose au Salon de 1859 à 1898.
En 1877, il obtient une mention honorable.
Il épouse Élisabeth Félicité Romaine Legrand. 
Il obtient les palmes académiques en 1899.
Il meurt à son domicile de Bois-Colombes, à l'âge de 80 ans.